# Etanna basalis
Etanna basalis är en fjärilsart som beskrevs av Walker 1862. Etanna basalis ingår i släktet Etanna och familjen trågspinnare. Inga underarter finns listade i Catalogue of Life.